# 乗換駅

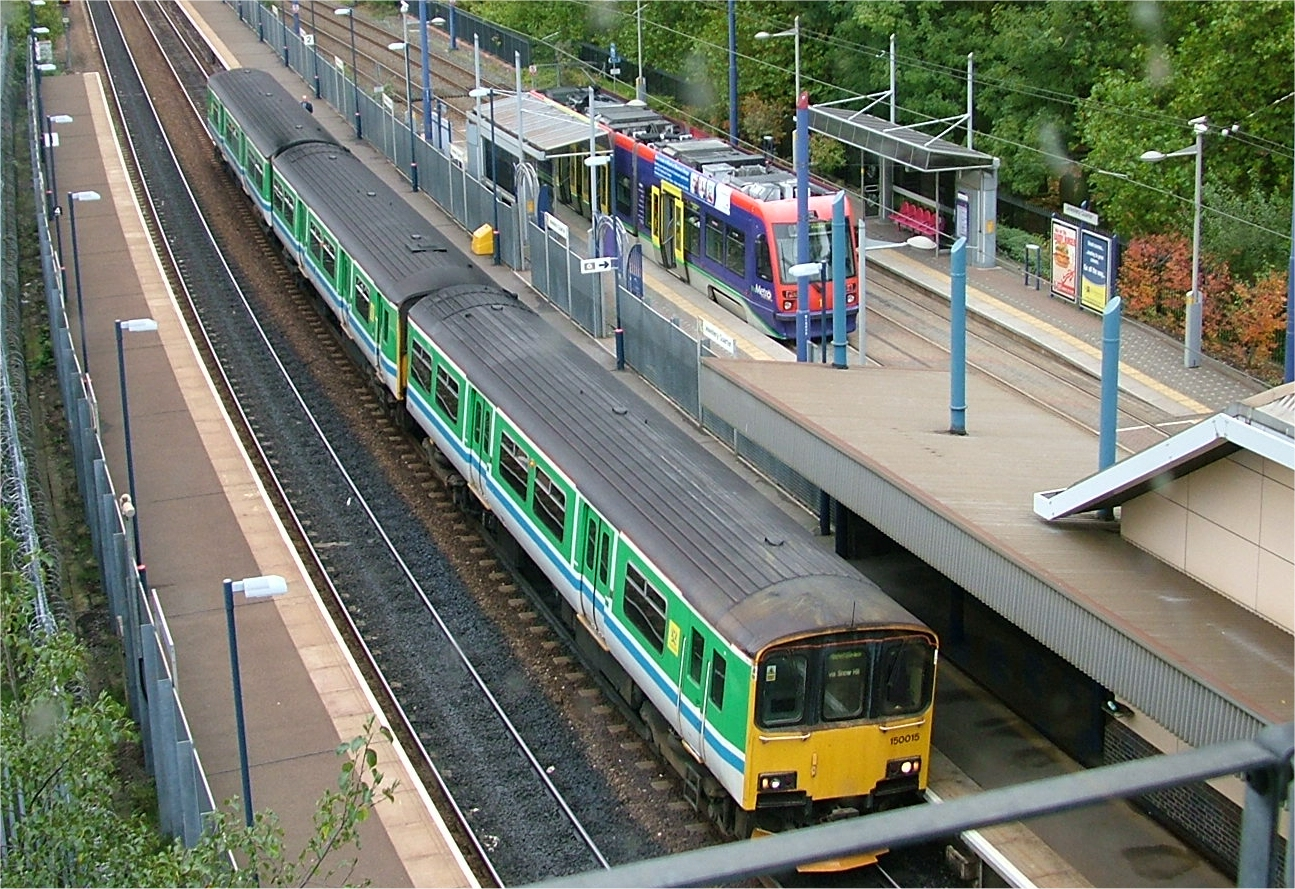
通勤列車と路面電車の乗換駅の例（イギリス・バーミンガム）

乗換駅（のりかええき、英語: transfer station）とは、2以上の鉄道路線が乗り入れている駅で、相互に乗り換えが可能な駅のことである。接続駅や連絡駅とも言う。対義語は、単独駅（たんどくえき）。
また緩急運転を行っている路線において、緩行列車と急行列車との間の乗り換えをする駅も同様に乗換駅、接続駅、連絡駅と称することが多い。
また、鉄道路線から路線バス、タクシーなどの公共交通機関に乗換が可能である場合にも乗換駅と呼ばれることがある。

## 概要

### 改札
一般に、2以上の鉄道路線が単一の会社によって保有・運行されている場合や、複数の会社ではあるがその駅構内に乗り入れて駅業務を委託している場合には、改札口を駅の構造に見合った数だけ設けられるが、東京や大阪などストアードフェアカードシステムが普及している地域で、会社毎にストアードフェアカードの精算を要する場合や、いわゆるキセル行為防止の観点から中間改札を設ける場合もある。

### 乗換駅における商業施設
乗換駅では、あるホームから別のホームへの徒歩移動を要することも少なくない。また、列車の接続によっては、ある程度の待ち時間を要する場合もある。この乗換客をターゲットとして、鉄道会社（特に大手民鉄）は古くから駅構内の商業施設の充実に努めている。
一昔前までは、余程の大規模駅でない限りは、売店や喫茶店程度の店舗が一般的であったが、近年は鉄道会社の増収策の一環として、駅構内の店舗を積極的に出店する傾向が見られる。特に書店やレストランなどで、気軽に時間を潰す乗換客も多い。内容は書店、レストラン、コンビニエンスストアのみならず、デジタルメディアショップ、アクセサリーショップ、リラクセーションスペースなど、その種類は増える一方である。JR東日本の「エキュート」や「ディラ」のように、駅自体を一つの「街」としているような乗換駅もある。

### 乗換駅の位置関係
乗換駅の中にはある路線の駅と別路線の駅との間の距離が大きく離れている場合がある。
なぜ駅が離れているのに乗換駅とされたかについては、「歴史的に別々に駅ができたが事実として乗り換える人が多い」という、利用者の動向による場合が多い。その他、路線を新しく建設した際に、既存の別路線の駅の近くに鉄道駅を設けることができなかった場合や、新線は交差部に駅を作ったが既存路線の駅が交差部から離れている場合などがある。このような場合でも、乗客を誘導する目的を持って乗換駅と設定されることがある。
駅が離れており、その間に公道を挟む場合においては、徒歩のルートに商店街など、一定規模の商圏ができることがある（駅前商店街の一種ではあるが）。このような位置関係では、乗換客の利便性の面ではマイナスとなるが、地元の商店街にとっては重要な顧客でもある。そのため、乗換えの利便性向上を目的として連絡通路の新設や駅の移動を計画した場合、「人通りが減り、商店街が衰退する」として、地元の商店街から反対されることがある（例：原町田駅→町田駅の移転時・新秋津駅と秋津駅など）。